# Richard Bakalyan
Richard Bakalyan, né le 29 janvier 1931 à Watertown (Massachusetts) et mort le 27 février 2015 à Elmira (État de New York), est un acteur américain (parfois crédité Dick Bakalyan).

## Biographie
Au cinéma, Richard Bakalyan contribue à trente-huit films américains, les cinq premiers sortis en 1957 (dont Les Frères Rico de Phil Karlson, avec Richard Conte et Dianne Foster).
Suivent notamment L'Express du colonel Von Ryan de Mark Robson (1965, avec Frank Sinatra et Trevor Howard), Chinatown de Roman Polanski (1974, avec Jack Nicholson et Faye Dunaway) et Détective comme Bogart de Robert Day (1980, avec Franco Nero et Michelle Phillips). Notons aussi sa participation à plusieurs productions Walt Disney, dont Les Visiteurs d'un autre monde de John Hough (1978, avec Bette Davis et Christopher Lee).
Son dernier film est Art School Confidential de Terry Zwigoff (avec Max Minghella et John Malkovich), sorti en 2006.
À la télévision américaine, il apparaît dans cent séries dès 1955 (entre autres de western), dont Les Incorruptibles (six épisodes, 1960-1963), Batman (six épisodes, 1966-1968), Drôles de dames (trois épisodes, 1978-1981), Un privé à Malibu (deux épisodes, 1995-1996) et Earl (sa dernière série, un épisode, 2008).
S'ajoutent huit téléfilms diffusés entre 1961 et 1985.
Richard Bakalyan meurt en 2015, à 84 ans. 

## Filmographie partielle

### Cinéma
- 1957 : Le Délinquant involontaire (The Delicate Delinquent) de Don McGuire : Artie
- 1957 : Les Frères Rico (The Brothers Rico) de Phil Karlson : Vic Tucci
- 1958 : The Bonnie Parker Story de William Witney : Duke Jefferson
- 1959 : -30- de Jack Webb : Carl Thompson
- 1961 : Le Zinzin d'Hollywood (The Errand Boy) de Jerry Lewis : Jason, directeur du studio Anastasia
- 1962 : Pressure Point d'Hubert Cornfield : Jimmy
- 1962 : Panique année zéro (Panic in Year Zero!) de Ray Milland : Carl
- 1964 : Les Sept Voleurs de Chicago (Robin and the 7 Hoods) de Gordon Douglas : un acolyte de Robbo
- 1964 : Jerry souffre-douleur (The Patsy) de Jerry Lewis : un jeune homme au Spring Hop
- 1965 : L'Express du colonel Von Ryan (Von Ryan's Express) de Mark Robson : le caporal Giannini
- 1965 : La Plus Grande Histoire jamais contée (The Greatest Story Ever Told) de George Stevens : le bon larron
- 1966 : Demain des hommes (Follow Me, Boys!) de Norman Tokar : Umpire
- 1967 : L'Affaire Al Capone (The St. Valentine's Day Massacre) de Roger Corman : John Scalise
- 1968 : Frissons garantis (Never a Dull Moment) de Jerry Paris : Bobby Macoon
- 1969 : L'Ordinateur en folie (The Computer Wore Tennis Shoes) de Robert Butler : Chillie Walsh
- 1969 : C'est pas drôle d'être un oiseau (It's Tough to Be a Bird) de Ward Kimball (court métrage documentaire) : le narrateur (voix)
- 1972 : Pas vu, pas pris (Now You See Him, Now You Don't) de Robert Butler : Cookie
- 1973 : Charley et l'Ange (Charley and the Angel) de Vincent McEveety : Buggs
- 1974 : Chinatown de Roman Polanski : Loach
- 1975 : L'Homme le plus fort du monde (The Strongest Man in the World) de Vincent McEveety : Cookie
- 1976 : Un candidat au poil (The Shaggy D.A.) de Robert Stevenson : Freddie
- 1978 : Les Visiteurs d'un autre monde (Return from Witch Mountain) de John Hough : Eddie
- 1980 : Détective comme Bogart (The Man with Bogart's Face) de Robert Day : le lieutenant Bumbera
- 1981 : Rox et Rouky (The Fox and the Hound) de Ted Berman, Richard Rich et Art Stevens : Dinky (voix)
- 2006 : Art School Confidential de Terry Zwigoff : le vieux surveillant grincheux

### Télévision

#### Séries

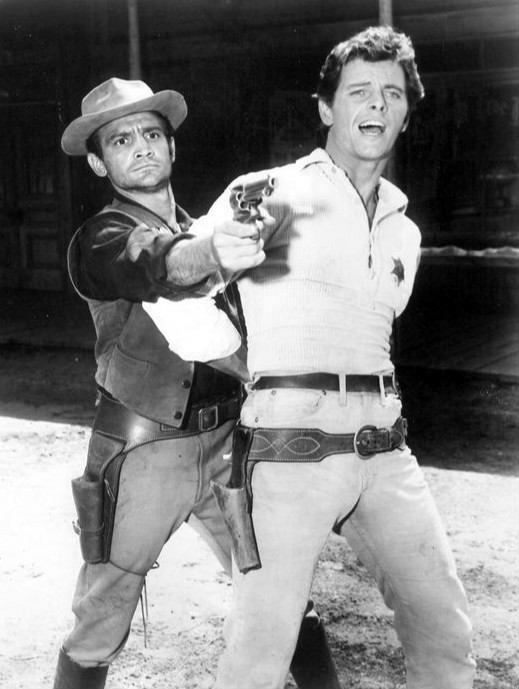
Avec Peter Brown (devant), dans la série-western Lawman, épisode Trojan Horse (1961)

- 1958 : Mike Hammer (Mickey Spillane's Mike Hammer), première série
  - Saison 1, épisode 6 Dead Men Don't Dream : Lou
- 1959 : Bat Masterson
  - Saison 1, épisode 13 Double Trouble in Trinidad : Sam Teller
- 1959 : Peter Gunn
  - Saison 2, épisode 8 Kidnap de Boris Sagal : Chino Amalo
- 1960 : Au nom de la loi (Wanted: Dead or Alive)
  - Saison 2, épisode 18 Angela de George Blair : Harry Quint
- 1960 : Bonne chance M. Lucky (Mr. Lucky)
  - Saison unique, épisode 21 Big Squeeze de Jack Arnold : Spider
- 1960-1963 : Les Incorruptibles (The Untouchables)
  - Saison 1, épisode 16 Guerre des gangs à Saint-Louis (The St. Louis Story, 1960) d'Howard W. Koch : Joe Courtney
  - Saison 2, épisode 12 Train spécial, 1re partie (The Big Train, Part I, 1961 - un prisonnier) et épisode 19 L'Histoire de Nick Moses (The Nick Moses Story, 1961 - Monk) d'Herman Hoffman
  - Saison 3, épisode 16 L'Arbre de la mort (The Death Tree, 1962) de Vincent McEveety : Benno
  - Saison 4, épisode 17 Jazz et Mitraillettes (Blues for a Gone Goose, 1963 - Lucky) et épisode 29 Ligne de tir (Line of Fire, 1963 - Cully) de Robert Butler
- 1961 : Échec et mat (Checkmate)
  - Saison 1, épisode 15 The Human Touch de Don Weis : le chauffeur de taxi
- 1961 : Dobie Gillis (The Many Loves of Dobie Gillis)
  - Saison 2, épisode 26 The Battle of Magnard's Beard de Rodney Amateau et épisode 35 Take Me to Your Leader de Rodney Amateau : le sergent Wyncoup
- 1962 : Le Jeune Docteur Kildare (Dr Kildare)
  - Saison 2, épisode 2 The Burning Sky de Lamont Johnson : Yount
- 1962-1966 : Combat !
  - Saison 1, épisode 12 The Prisoner (1962) de Robert Altman : le sergent Wolfson
  - Saison 4, épisode 27 Gitty (1966) : le sergent Piper
- 1963 : Laramie
  - Saison 4, épisode 26 Broken Honor de William Witney : Mel Doleman
- 1963 : La Grande Caravane (Wagon Train)
  - Saison 7, épisode 8 The Sam Pulaski Story : Muscles
- 1964 : Ben Casey
  - Saison 3, épisode 32 For a Just Man Falleth Seven Times de Vince Edwards : Abner Goetz
- 1965 : Le Proscrit (Branded)
  - Saison 2, épisode 8 De l'or en bière (The Richest Man in Boot Hill) de Larry Peerce : Roy Barlow
- 1966-1968 : Batman
  - Saison 1, épisode 31 Le Cinéma du Sphinx (Death in Slow Motion, 1966) et épisode 32 Le Sphinx tourne mal (The Ridder's False Notion, 1966) : C. B.
  - Saison 2, épisode 53 Le Coup de Trafalagar (King Tut's Coup, 1967) de James B. Clark : Fouad Sphinx
  - Saison 3, épisode 7 Louie le Lilas (Louie the Lilac - Arbutus) de George Waggner, épisode 23 Une momie très attachante (I'll Be a Mummy's Uncle, 1968 - Vert-de-gris) et épisode 24 La Soucoupe du Joker (The Joker's Flying Saucer, 1968 - Vert-de-gris)
- 1966-1969 : Gunsmoke ou Police des plaines (Gunsmoke ou Marshal Dillon)
  - Saison 12, épisode 15 The Hanging (1966) de Bernard L. Kowalski : Teems
  - Saison 15, épisode 9 A Matter of Honor (1969) de Robert Totten : Billy Holland
- 1967 : Annie, agent très spécial (The Girl from U.N.C.L.E.)
  - Saison unique, épisode 25 Une fameuse partie de poker (The Phi Beta Killer Affair) de Barry Shear : Brutus
- 1967 : Hondo
  - Saison unique, épisode 9 Hondo et le Judas (Hondo and the Judas) de Lee H. Katzin : Cole Younger
- 1967 : Cimarron
  - Saison unique, épisode 12 Nobody de Boris Sagal : Colly Sims
- 1967-1972 : Mannix
  - Saison 1, épisode 11 Le Secret professionnel (A Catalogue of Sins, 1967) de Lee H. Katzin : Frank Quigley
  - Saison 3, épisode 9 La Victime de nulle part (The Nowhere Victim, 1969) : un acolyte de Vincent
  - Saison 6, épisode 8 Pile ou Face (The Upside-Down Penny, 1972) d'Arthur Marks : Eberle
- 1967-1978 : Le Monde merveilleux de Disney (The Wonderful World of Disney ou Disneyland)
  - Saison 14, épisodes 11 et 12 A Boy Called Nuthin’ (Parts I & II, 1967 - Shortie) de Norman Tokar, épisodes 14 et 15 Way Down Cellar (Parts I & II, 1968 - Charlie)
  - Saison 22, épisodes 10 et 11 The Whiz Kid and the Carnival Caper (Parts I & II, 1976) de Tom Leetch : Ernie Nelson
  - Saison 24, épisode 17 The Young Runaways (1978) de Russ Mayberry : Jocko
- 1968 : Commando Garrison (Garrison's Gorillas)
  - Saison unique, épisode 17 Jeux de guerre (War Games) : le caporal Robert Wade
- 1968 : La Nouvelle Équipe (The Mod Squad)
  - Saison 1, épisode 8 La Rançon de la haine (The Price of Terror) d'Earl Bellamy : Fuller
- 1968 : Brigade criminelle (Felony Squad)
  - Saison 3, épisode 11 The Distant Shore de George McCowan : Gus Levering
- 1974 : Chase
  - Saison unique, épisode 21 Eighty-Six Proof TNT : Manduke
- 1974-1975 : Cannon
  - Saison 4, épisode 3 Affaire en suspens (Voice from the Grave, 1974) : Andy Norlan
  - Saison 5, épisodes 14 et 15 La Star, 1re et 2e parties (The Star, Parts I & II, 1975) : Dieter
- 1975 : Dossiers brûlants (Kolchak: The Night Stalker)
  - Saison unique, épisode 14 La Collection (The Trevi Collection) de Don Weis : le premier tueur
- 1975 : Kojak, première série
  - Saison 3, épisode 5 Prières inutiles (Be Careful What You Pray For) de Russ Mayberry : Proctor
- 1976 : Ellery Queen, à plume et à sang (Ellery Queen)
  - Saison unique, épisode 13 Duel sur le ring (The Adventure of the Sunday Punch) de Seymour Robbie : Knucks O'Neill
- 1976 : Switch
  - Saison 2, épisode 6 Quicker Than the Eye) : le sergent Kingman
- 1977 : Les Rues de San Francisco (The Streets of San Francisco)
  - Saison 5, épisode 16 Accrochez-vous (Hang Tough) de William Hale : Gimpy
- 1977 : Super Jaimie (The Bionic Woman)
  - Saison 2, épisode 22 Mission : Vol (Once a Thief) : Gino Talvin
- 1977-1978 : Barnaby Jones
  - Saison 5, épisode 13 Testament of Power (1977) d'Alf Kjellin : Harry Layton
  - Saison 6, épisode 20 Uninvited Peril (1978) : Winchell
- 1978 : 200 dollars plus les frais (The Rockford Files)
  - Saison 4, épisode 15 Une bavure qui coûte cher (The Gang at Don's Drive-In) : Porter
- 1978-1981 : Vegas (Vega$)
  - Saison 1, épisode 6 Lady Ice (1978) de Marc Daniels : Marvin Hale
  - Saison 2, épisodes 20 et 21 Golden Gate Cop Killer (Parts I & II, 1980 - Bernie) de Cliff Bole, et épisode 22 Siege of the Desert Inn (1980 - Bronson) de Lawrence Dobkin
  - Saison 3, épisode 13 Heist (1981) de Don Chaffey : Freddie « Fingers »
- 1978-1981 : Drôles de dames (Charlie's Angels)
  - Saison 3, épisode 13 Le Démon des courses (Angels in the Stretch, 1978) : Thad Roper
  - Saison 4, épisode 4 La Vengeance de ces dames (Avenging Angel, 1979) d'Allen Baron : Eddie Feducci
  - Saison 5, épisode 15 Les Risques du métier (Mr. Galaxy, 1981) de Don Chaffey : Artie Weaver
- 1980 : Chips (CHiPs)
  - Saison 3, épisode 21 Une grande idée (The Strippers) de Don Weis : O'Hare
- 1980 : La croisière s'amuse (The Love Boat)
  - Saison 3, épisode 25 Ah ! C'est la fête (Celebration/Captain Papa/Honeymoon Pressure) de Richard Kinon : Ben
- 1981 : L'Île fantastique (Fantasy Island)
  - Saison 5, épisode 4 Le Dernier Cow-boy / Madame et son monstre (The Lady and the Monster/The Last Cowboy) de Don Chaffey : James
- 1981-1984 : L'Homme qui tombe à pic (The Fall Guy)
  - Saison 1, épisode 4 La Ruse (That's Right, We're Bad, 1981) : « Red Eye »
  - Saison 3, épisode 22 Un héros pour l'éternité (Old Heroes Never Dies, 1984) de Daniel Haller : Walt
- 1983 : Cagney et Lacey (Cagney and Lacey)
  - Saison 2, épisode 15 Jane Doe (Jane Doe #37) de Stan Lathan : John Travis
- 1984 : Matt Houston
  - Saison 3, épisode 8 Obsession (The High Fashion Murders) de Cliff Bole : Jimmy
- 1984 : Capitaine Furillo (Hill Street Blues)
  - Saison 5, épisode 8 Las Vegas (Fuched Again) : Flaherty
- 1986 : Le Juge et le Pilote (Hardcastle and McCormick)
  - Saison 3, épisode 15 Quand je repense à tout ça ! (When I Look Back on All the Things) : Paul Perry
- 1987 : Les deux font la paire (Scarecrow and Mrs. King)
  - Saison 4, épisode 22 Une femme de trop (The Krushchev List) d'Oz Scott : Meatball Bonfelli
- 1987 : Mr. Gun (Sledge Hammer!)
  - Saison 2, épisode 8 Hammer Hits the Rockde Bill Bixby : Clive Winston
- 1987-1988 : Rick Hunter (Hunter)
  - Saison 3, épisode 17 Moment fatal (Any Second Now, 1987) de James Darren : Kenny Dunstan
  - Saison 4, épisode 3 La Femme en jade (The Jade Woman, 1987) de Fred Dryer et épisode 17 Les Millions de Bogota (The Bogota Million, 1988) : Kenny Dunstan
- 1987-1990 : Matlock
  - Saison 2, épisode 7 L'Exterminateur (The Annihilator, 1987) de Christopher Hibler : Bobby Devine
  - Saison 5, épisode 3 Le Boxeur (The Fighter, 1990) de Christopher Hibler : Mickey Callahan
- 1995-1996 : Un privé à Malibu ou Mitch Buchannon (Baywatch Nights)
  - Saison 1, épisode 2 Comme sur des roulettes (Bad Blades, 1995 - Peebles Runkin) et épisode 20 Témoin gênant (Rendezvous, 1996 - Bookie / un informateur)
- 1998 : JAG
  - Saison 3, épisode 15 Les vieux héros ne meurent jamais (Yesterday's Heroes) de Greg Beeman : Harold Green
- 1998 : Millennium (MillenniuM)
  - Saison 2, épisode 21 Analyse diabolique (Somehow, Satan Got Behind Me) de Darin Morgan : Abum
- 2004 : Las Vegas
  - Saison 1, épisode 23 Always Faithful de Timothy Busfield : « Fast Tommy » Polone
- 2004 : Cold Case : Affaires classées (Cold Case)
  - Saison 2, épisode 4 Au bout du tunnel (The House) : Wendell Foyt
- 2008 : Earl
  - Saison 4, épisode 7 Sous le signe de la balance (Quit Your Snitchin’) de Chris Koch : M. Wallace

#### Téléfilms
- 1961 : Las Vegas Beat de Bernard L. Kowalski : le lieutenant Bernard McFeety
- 1976 : La Femme de l'année (Woman of the Year) de Jud Taylor : Pinkey Barbiki
- 1977 : Bunco d'Alexander Singer : Henry Durand
- 1981 : Border Pals de Bruce Kessler : Little Eddie
- 1983 : Shooting Stars (en) de Richard Lang : Snuffy